# Liste der Kulturdenkmäler in Feldatal
Die folgende Liste enthält die in der Denkmaltopographie ausgewiesenen Kulturdenkmäler auf dem Gebiet  der Gemeinde Feldatal, Vogelsbergkreis, Hessen.
Hinweis: Die Reihenfolge der Denkmäler in dieser Liste orientiert sich zunächst an Ortsteilen und anschließend der Anschrift, alternativ ist sie auch nach der Bezeichnung, der vom Landesamt für Denkmalpflege vergebenen Nummer oder der Bauzeit sortierbar.
Kulturdenkmäler werden fortlaufend im Denkmalverzeichnis des Landes Hessen durch das Landesamt für Denkmalpflege Hessen auf Basis des Hessischen Denkmalschutzgesetzes (HDSchG) geführt. Die Schutzwürdigkeit eines Kulturdenkmals hängt nicht von der Eintragung in das Denkmalverzeichnis des Landes Hessen oder der Veröffentlichung in der Denkmaltopographie ab.

Die bisher bekannten Bau- und Kunstdenkmäler hat das Landesamt für Denkmalpflege Hessen in sogenannten Arbeitslisten erfasst. Den Arbeitslisten liegen Erkenntnisse aus Akten, Ortsbegehungen und Denkmalinventaren, jedoch keine neuere systematische Forschung, zugrunde. Die Benehmensherstellung mit der Gemeinde gemäß § 11 Abs. 1 HDSchG ist noch nicht erfolgt.
Das Vorhandensein oder Fehlen eines Objekts in dieser Liste ist keine rechtsverbindliche Auskunft darüber, ob es Kulturdenkmal ist oder nicht: Diese Liste entspricht möglicherweise nicht dem aktuellen Stand der offiziellen Denkmaltopographie. Diese ist für Hessen in den entsprechenden Bänden der Denkmaltopographie Bundesrepublik Deutschland und im Internet unter DenkXweb – Kulturdenkmäler in Hessen einsehbar. Auch diese Quellen sind, obwohl sie durch das Landesamt für Denkmalpflege Hessen aktualisiert werden, nicht immer aktuell, da es im Denkmalbestand immer wieder Änderungen gibt.
Eine verbindliche Auskunft erteilt allein das Landesamt für Denkmalpflege Hessen.
Nutze diese Kartenansicht, um Koordinaten in der Liste zu setzen. In dieser Kartenansicht sind Kulturdenkmale ohne Koordinaten mit einem roten bzw. orangen Marker dargestellt und können in der Karte gesetzt werden. Kulturdenkmale ohne Bild sind mit einem blauen bzw. roten Marker gekennzeichnet, Kulturdenkmale mit Bild mit einem grünen bzw. orangen Marker.

## Kulturdenkmäler nach Ortsteilen

### Ermenrod
| Bild                  | Bezeichnung               | Lage                                                               | Beschreibung | Bauzeit | Objekt-Nr. |
| --------------------- | ------------------------- | ------------------------------------------------------------------ | ------------ | ------- | ---------- |
| Bild gesucht BW       | Gesamtanlage Ermenrod     | Lage                                                               |              |         | 813377 DDB |
| weitere Bilder        | Evangelische Kirche       | Alsfelder Straße 1 LageFlur: 4, Flurstück: 49/1                    |              |         | 814024 DDB |
| Bild gesucht BW       | Ehemaliges Lehrerwohnhaus | Alsfelder Straße 2 LageFlur: 4, Flurstück: 119/2                   |              |         | 814030 DDB |
| Bild gesucht BW       |                           | Alsfelder Straße 3 LageFlur: 4, Flurstück: 48/1                    |              |         | 814027 DDB |
| Bild gesucht BW       |                           | Alsfelder Straße 4 LageFlur: 4, Flurstück: 120/1                   |              |         | 814025 DDB |
| Backhaus              | Backhaus                  | Alsfelder Straße 6 LageFlur: 4, Flurstück: 124/1                   |              |         | 813410 DDB |
| Bild gesucht BW       |                           | Alsfelder Straße 10 LageFlur: 4, Flurstück: 126                    |              |         | 814022 DDB |
| Bild gesucht BW       |                           | Alsfelder Straße 11 LageFlur: 4, Flurstück: 44/1                   |              |         | 813415 DDB |
| Bild gesucht BW       |                           | Alsfelder Straße 12 LageFlur: 4, Flurstück: 134                    |              |         | 813412 DDB |
| Bild gesucht BW       |                           | Alsfelder Straße 13 LageFlur: 4, Flurstück: 29                     |              |         | 938620 DDB |
| Bild gesucht BW       | Pfarrhaus                 | Alsfelder Straße 17 LageFlur: 4, Flurstück: 21                     |              |         | 813411 DDB |
| Bild gesucht BW       | Herrenmühle               | Alsfelder Straße 35, Mühlgraben LageFlur: 3, Flurstück: 100, 110/1 |              |         | 813463 DDB |
| Schmitthof            | Schmitthof                | Alsfelder Straße 37 LageFlur: 3, Flurstück: 98                     |              |         | 938621 DDB |
| Bild gesucht BW       |                           | Alsfelder Straße 50 LageFlur: 2, Flurstück: 26                     |              |         | 813465 DDB |
| Bild gesucht BW       |                           | Am Hofborn 5 LageFlur: 4, Flurstück: 38                            |              |         | 938622 DDB |
| Bild gesucht BW       |                           | Am Hofborn 7 LageFlur: 4, Flurstück: 37                            |              |         | 938623 DDB |
| Bild gesucht BW       |                           | Gartenstraße 1 LageFlur: 4, Flurstück: 53                          |              |         | 813413 DDB |
| Bild gesucht BW       |                           | Gartenstraße 2 LageFlur: 4, Flurstück: 40/7                        |              |         | 814028 DDB |
| Bild gesucht BW       |                           | Groß–Feldaer Straße 1 LageFlur: 4, Flurstück: 100                  |              |         | 813414 DDB |
| Bild gesucht BW       |                           | Groß–Feldaer Straße 3 LageFlur: 4, Flurstück: 88/1                 |              |         | 814029 DDB |
| Bild gesucht BW       |                           | Groß–Feldaer Straße 5 LageFlur: 4, Flurstück: 87                   |              |         | 813416 DDB |
| Groß–Feldaer Straße 7 |                           | Groß–Feldaer Straße 7 LageFlur: 4, Flurstück: 81                   |              |         | 813417 DDB |
| Grünberger Straße 2   |                           | Grünberger Straße 2 LageFlur: 4, Flurstück: 104                    |              |         | 813466 DDB |
| Bild gesucht BW       | Friedhof                  | Hinter der Kirche LageFlur: 4, Flurstück: 30                       |              |         | 814026 DDB |
| Kriegerdenkmal        | Kriegerdenkmäler          | Im Steinloh LageFlur: 3, Flurstück: 67/8                           |              |         | 938624 DDB |
| Bild gesucht BW       |                           | In der Eck 3 LageFlur: 4, Flurstück: 66                            |              |         | 938625 DDB |
| Bild gesucht BW       |                           | Plattenweg 4 LageFlur: 4, Flurstück: 90/1                          |              |         | 814023 DDB |

### Groß-Felda
| Bild                          | Bezeichnung                                        | Lage                                                          | Beschreibung                     | Bauzeit | Objekt-Nr. |
| ----------------------------- | -------------------------------------------------- | ------------------------------------------------------------- | -------------------------------- | ------- | ---------- |
| Bild gesucht BW               | Gesamtanlage Groß-Felda I                          | Gesamtanlage Groß-Felda I Lage                                |                                  |         | 814063 DDB |
| Bild gesucht BW               | Gesamtanlage Groß-Felda II                         | Gesamtanlage Groß-Felda II Lage                               |                                  |         | 938630 DDB |
| Bild gesucht BW               | Gesamtanlage Groß-Felda III, Schellnhausen         | Gesamtanlage Groß-Felda III, Schellnhausen Lage               |                                  |         | 938631 DDB |
| Bild gesucht BW               |                                                    | Ermenröder Straße 9 LageFlur: 2, Flurstück: 36/4              |                                  |         | 813432 DDB |
| Ermenröder Straße 10          |                                                    | Ermenröder Straße 10 LageFlur: 2, Flurstück: 97               |                                  |         | 813401 DDB |
| Bild gesucht BW               |                                                    | Ermenröder Straße 13 LageFlur: 2, Flurstück: 35/1             |                                  |         | 827584 DDB |
| Bild gesucht BW               | Ehemalige Hitzmühle                                | Ermenröder Straße 49 LageFlur: 7, Flurstück: 63               |                                  |         | 827585 DDB |
| Feldabrücke vor der Hohlmühle | Feldabrücke vor der Hohlmühle                      | Felda (Gewann II) LageFlur: 10, Flurstück: 8                  |                                  |         | 813627 DDB |
| Hauptstraße 1                 |                                                    | Hauptstraße 1 LageFlur: 2, Flurstück: 47                      |                                  |         | 813390 DDB |
| Hauptstraße 5                 |                                                    | Hauptstraße 5 LageFlur: 5, Flurstück: 50                      |                                  |         | 814021 DDB |
| Bild gesucht BW               |                                                    | Hauptstraße 17 LageFlur: 2, Flurstück: 57/1                   |                                  |         | 813393 DDB |
| Hauptstraße 19                |                                                    | Hauptstraße 19 LageFlur: 2, Flurstück: 58                     |                                  |         | 813394 DDB |
| Bild gesucht BW               |                                                    | Hauptstraße 20 LageFlur: 3, Flurstück: 73                     |                                  |         | 938627 DDB |
| Bild gesucht BW               |                                                    | Hauptstraße 25 LageFlur: 3, Flurstück: 65                     |                                  |         | 813395 DDB |
| Bild gesucht BW               |                                                    | Hauptstraße 26 LageFlur: 3, Flurstück: 77/1                   |                                  |         | 813405 DDB |
| Bild gesucht BW               |                                                    | Hauptstraße 27 LageFlur: 3, Flurstück: 67/2                   |                                  |         | 814034 DDB |
| Bild gesucht BW               |                                                    | Hauptstraße 28 LageFlur: 3, Flurstück: 78/1                   |                                  |         | 813396 DDB |
| Bild gesucht BW               |                                                    | Hauptstraße 29 LageFlur: 3, Flurstück: 6/1                    |                                  |         | 813406 DDB |
| Bild gesucht BW               | Alte Schule                                        | Hauptstraße 31 LageFlur: 3, Flurstück: 7                      |                                  |         | 813399 DDB |
| weitere Bilder                | Turm und Inventar der evangelischen Kirche         | Hauptstraße 33 LageFlur: 3, Flurstück: 1/2                    |                                  |         | 814044 DDB |
| Bild gesucht BW               |                                                    | Hauptstraße 42 LageFlur: 3, Flurstück: 86                     |                                  |         | 813404 DDB |
| Bild gesucht BW               |                                                    | Hauptstraße 44 LageFlur: 3, Flurstück: 89                     |                                  |         | 813403 DDB |
| Bild gesucht BW               |                                                    | Hauptstraße 49 LageFlur: 3, Flurstück: 20                     |                                  |         | 813397 DDB |
| Bild gesucht BW               |                                                    | Hauptstraße 51 LageFlur: 3, Flurstück: 23                     |                                  |         | 813398 DDB |
| Bild gesucht BW               |                                                    | Hauptstraße 52 LageFlur: 3, Flurstück: 95                     |                                  |         | 813407 DDB |
| Bild gesucht BW               |                                                    | Hauptstraße 56, Hauptstraße 58 LageFlur: 3, Flurstück: 97, 98 |                                  |         | 813456 DDB |
| Bild gesucht BW               |                                                    | Hauptstraße 60 LageFlur: 3, Flurstück: 101                    |                                  |         | 814032 DDB |
| Bild gesucht BW               |                                                    | Hauptstraße 64 LageFlur: 3, Flurstück: 121                    |                                  |         | 813408 DDB |
| Bild gesucht BW               |                                                    | Hauptstraße 66 LageFlur: 3, Flurstück: 122                    |                                  |         | 813418 DDB |
| Bild gesucht BW               |                                                    | Klein-Feldaer Straße 1 LageFlur: 3, Flurstück: 52/2, 52/3     |                                  |         | 813724 DDB |
| Bild gesucht BW               |                                                    | Klein-Feldaer Straße 2 LageFlur: 3, Flurstück: 5              |                                  |         | 813419 DDB |
| Bild gesucht BW               |                                                    | Klein-Feldaer Straße 4 LageFlur: 3, Flurstück: 4              |                                  |         | 814033 DDB |
| Bild gesucht BW               |                                                    | Klein-Feldaer Straße 6 LageFlur: 3, Flurstück: 3/1            |                                  |         | 813420 DDB |
| Bild gesucht BW               |                                                    | Mühlgasse 1 LageFlur: 3, Flurstück: 91                        |                                  |         | 814062 DDB |
| Bild gesucht BW               | Wasserbehälter                                     | Pfingstweide LageFlur: 1, Flurstück: 85/1                     |                                  |         | 950286 DDB |
| Bild gesucht BW               | Friedhof mit Mauer                                 | Pfingstweide LageFlur: 1, Flurstück: 86                       |                                  |         | 813429 DDB |
|                               |                                                    | Schellnhausen 3 LageFlur: 9, Flurstück: 37/3                  |                                  |         | 938628 DDB |
| Schellnhäuser Straße 4        |                                                    | Schellnhäuser Straße 4 LageFlur: 2, Flurstück: 10/1           |                                  |         | 813402 DDB |
| Rathaus                       | Rathaus, ehemaliges Gerichtshaus und Rentmeisterei | Schulstraße 2 LageFlur: 3, Flurstück: 56/5                    |                                  |         | 813400 DDB |
| Bild gesucht BW               |                                                    | Schulstraße 10 LageFlur: 3, Flurstück: 60/2                   | Heutige Nutzung durch Volksbank. |         | 813464 DDB |

### Kestrich
| Bild                               | Bezeichnung                          | Lage                                          | Beschreibung | Bauzeit | Objekt-Nr. |
| ---------------------------------- | ------------------------------------ | --------------------------------------------- | ------------ | ------- | ---------- |
| Bild gesucht BW                    | Gesamtanlage II Kestrich             | Lage                                          |              |         | 938670 DDB |
| Bild gesucht BW                    | Gesamtanlage I Kestrich (Oberdorf)   | Lage                                          |              |         | 813454 DDB |
| Bild gesucht BW                    |                                      | Am Erlenbach 1 LageFlur: 2, Flurstück: 110    |              |         | 938667 DDB |
| weitere Bilder                     | Evangelische Kirche                  | Am Erlenbach 2 LageFlur: 2, Flurstück: 19     |              |         | 814042 DDB |
| Bild gesucht BW                    | Ehemalige Synagoge                   | Am Erlenbach 4 LageFlur: 2, Flurstück: 91     |              |         | 814041 DDB |
| Bild gesucht BW                    |                                      | Am Erlenbach 5 LageFlur: 2, Flurstück: 150/1  |              |         | 813457 DDB |
| Bild gesucht BW                    |                                      | Am Erlenbach 7 LageFlur: 2, Flurstück: 151    |              |         | 938668 DDB |
| Bild gesucht BW                    |                                      | Am Erlenbach 12 LageFlur: 2, Flurstück: 99/1  |              |         | 813458 DDB |
| Bild gesucht BW                    | Wohnhaus des ehemaligen Schenkenhofs | Am Erlenbach 16 LageFlur: 2, Flurstück: 101/1 |              |         | 813392 DDB |
|                                    |                                      | Am Welsbach 16 LageFlur: 2, Flurstück: 4      |              |         | 813459 DDB |
|                                    |                                      | Am Welsbach 21 LageFlur: 2, Flurstück: 118    |              |         | 814053 DDB |
| Bild gesucht BW                    |                                      | Am Welsbach 25 LageFlur: 2, Flurstück: 115/1  |              |         | 813449 DDB |
| Backhaus                           | Backhaus                             | Am Welsbach 27 LageFlur: 2, Flurstück: 114/1  |              |         | 813430 DDB |
| Bild gesucht BW                    |                                      | Am Welsbach 38 LageFlur: 2, Flurstück: 39/1   |              |         | 813409 DDB |
| Jüdischer Friedhof Kestrich (2014) | Jüdischer Friedhof                   | Auf dem Judenberg LageFlur: 5, Flurstück: 17  |              |         | 938669 DDB |
|                                    |                                      | Borngasse 1 LageFlur: 2, Flurstück: 124       |              |         | 814036 DDB |
|                                    |                                      | Borngasse 3 LageFlur: 2, Flurstück: 122/1     |              |         | 813389 DDB |
| Bild gesucht BW                    | Friedhof mit Gefallenendenkmal       | Straßenacker LageFlur: 3, Flurstück: 4        |              |         | 813461 DDB |

### Köddingen
| Bild            | Bezeichnung                       | Lage                                                  | Beschreibung | Bauzeit | Objekt-Nr. |
| --------------- | --------------------------------- | ----------------------------------------------------- | ------------ | ------- | ---------- |
| Bild gesucht BW | Gesamtanlage Köddingen            | Lage                                                  |              |         | 938673 DDB |
| Bild gesucht BW |                                   | Am Pflaster 4 LageFlur: 1, Flurstück: 60              |              |         | 813441 DDB |
| Bild gesucht BW | Forstgartenhaus                   | Auf Haags Erlen im Sauruß LageFlur: 8, Flurstück: 8/3 |              |         | 813671 DDB |
| Bild gesucht BW |                                   | Borneck 1 LageFlur: 1, Flurstück: 45/1                |              |         | 938671 DDB |
| Bild gesucht BW |                                   | Borneck 2 LageFlur: 1, Flurstück: 46/1                |              |         | 813440 DDB |
| Bild gesucht BW |                                   | Helpershainer Straße 3 LageFlur: 1, Flurstück: 48/1   |              |         | 813443 DDB |
| Bild gesucht BW |                                   | Helpershainer Straße 25 LageFlur: 1, Flurstück: 72/10 |              |         | 814059 DDB |
| Bild gesucht BW |                                   | Helpershainer Straße 31 LageFlur: 1, Flurstück: 88/1  |              |         | 813434 DDB |
| Bild gesucht BW |                                   | Helpershainer Straße 41 LageFlur: 1, Flurstück: 122   |              |         | 814060 DDB |
| Bild gesucht BW |                                   | Helpershainer Straße 53 LageFlur: 1, Flurstück: 130   |              |         | 813436 DDB |
| Bild gesucht BW | Gefallenendenkmal, Friedhofsmauer | Im Burggarten LageFlur: 1, Flurstück: 214             |              |         | 813444 DDB |
| Bild gesucht BW | Evangelische Kirche               | Kirchenhübel 4 LageFlur: 1, Flurstück: 1              |              |         | 814054 DDB |
| Bild gesucht BW |                                   | Meicheser Straße 6 LageFlur: 1, Flurstück: 4          |              |         | 814058 DDB |
| Bild gesucht BW | Ehemaliges Forsthaus              | Meicheser Straße 7 LageFlur: 1, Flurstück: 191        |              |         | 813433 DDB |
| Bild gesucht BW |                                   | Nebenstraße 2 LageFlur: 1, Flurstück: 81              |              |         | 814061 DDB |
| Bild gesucht BW | Neues Backhaus                    | Raiffeisenplatz 4 LageFlur: 1, Flurstück: 186/1       |              |         | 813435 DDB |
| Bild gesucht BW |                                   | Windhäuser Straße 2 LageFlur: 1, Flurstück: 26        |              |         | 938672 DDB |

### Stumpertenrod
| Bild            | Bezeichnung                    | Lage                                                  | Beschreibung | Bauzeit        | Objekt-Nr. |
| --------------- | ------------------------------ | ----------------------------------------------------- | ------------ | -------------- | ---------- |
| Bild gesucht BW | Gesamtanlage I Stumpertenrod   | Lage                                                  |              |                | 813426 DDB |
| Bild gesucht BW | Gesamtanlage II Stumpertenrod  | Lage                                                  |              |                | 938674 DDB |
| Bild gesucht BW | Gesamtanlage III Stumpertenrod | Lage                                                  |              |                | 938675 DDB |
| Bild gesucht BW | Kriegerdenkmal                 | An der breiten Wiese LageFlur: 1, Flurstück: 286      |              |                | 813455 DDB |
| weitere Bilder  | Evangelische Kirche            | An der Kirche 2 LageFlur: 1, Flurstück: 8             |              | 1712 vollendet | 813754 DDB |
|                 |                                | Hintergasse 2 LageFlur: 1, Flurstück: 278/1           |              |                | 814046 DDB |
| Bild gesucht BW |                                | Hintergasse 10 LageFlur: 1, Flurstück: 285/1          |              |                | 938676 DDB |
| Bild gesucht BW | Ehemalige Schule               | Hintergasse 16 LageFlur: 1, Flurstück: 314            |              |                | 813424 DDB |
|                 |                                | Hintergasse 22 LageFlur: 1, Flurstück: 309/1          |              |                | 814048 DDB |
| Bild gesucht BW |                                | Hintergasse 26 LageFlur: 1, Flurstück: 330/1          |              |                | 813425 DDB |
| Bild gesucht BW |                                | Hintergasse 28 LageFlur: 1, Flurstück: 331/1          |              |                | 813809 DDB |
| Bild gesucht BW |                                | Hintergasse 32 LageFlur: 1, Flurstück: 337/3          |              |                | 813755 DDB |
| Bild gesucht BW |                                | Hintergasse 40 LageFlur: 1, Flurstück: 345/2          |              |                | 814049 DDB |
| Bild gesucht BW |                                | Hintergasse 42 LageFlur: 1, Flurstück: 348/1          |              |                | 938677 DDB |
| Bild gesucht BW |                                | Im Unterdorf 8 LageFlur: 1, Flurstück: 15/1           |              |                | 813428 DDB |
|                 |                                | Mittelgasse 1 LageFlur: 1, Flurstück: 17/6            |              |                | 814051 DDB |
| Bild gesucht BW |                                | Sackgasse 4 LageFlur: 1, Flurstück: 256/3             |              |                | 814045 DDB |
|                 |                                | Ulrichsteiner Straße 1 LageFlur: 1, Flurstück: 299/2  |              |                | 814010 DDB |
| Bild gesucht BW |                                | Ulrichsteiner Straße 6 LageFlur: 1, Flurstück: 299/2  |              |                | 814050 DDB |
| Bild gesucht BW |                                | Ulrichsteiner Straße 21 LageFlur: 1, Flurstück: 269/1 |              |                | 938678 DDB |

### Windhausen
| Bild             | Bezeichnung                       | Lage                                                 | Beschreibung | Bauzeit   | Objekt-Nr. |
| ---------------- | --------------------------------- | ---------------------------------------------------- | ------------ | --------- | ---------- |
| Bild gesucht BW  | Gesamtanlage I Windhausen         | Lage                                                 |              |           | 813486 DDB |
| Bild gesucht BW  | Gesamtanlage II Windhausen        | Lage                                                 |              |           | 938679 DDB |
| Bild gesucht BW  | Friedhof mit Gefallenendenkmälern | Am Friedhof LageFlur: 1, Flurstück: 161              |              |           | 814057 DDB |
|                  |                                   | Breidenbacher Straße 2 LageFlur: 1, Flurstück: 109/4 |              |           | 814056 DDB |
| Hof Haberkorn    | Hof Haberkorn                     | Kestricher Straße 2 LageFlur: 1, Flurstück: 2/1      |              |           | 813421 DDB |
| weitere Bilder   | Evangelische Kirche mit Kirchhof  | Kestricher Straße 4 LageFlur: 1, Flurstück: 3        |              | 1840–1842 | 938680 DDB |
| Ehemalige Schule | Ehemalige Schule                  | Kestricher Straße 6 LageFlur: 1, Flurstück: 4/1      |              |           | 814037 DDB |
| Backhaus         | Backhaus                          | Kestricher Straße 13 LageFlur: 1, Flurstück: 118     |              |           | 813431 DDB |
| Bild gesucht BW  | Sogenannte „Villa Fuhr“           | Kestricher Straße 23 LageFlur: 1, Flurstück: 121/1   |              |           | 814039 DDB |
|                  |                                   | Köddinger Straße 4 LageFlur: 1, Flurstück: 71/1      |              |           | 813422 DDB |
| Wasserwerk       | Wasserwerk                        | Lachengalle LageFlur: 12, Flurstück: 11              |              |           | 814055 DDB |
| Bild gesucht BW  |                                   | Lohgasse 12 LageFlur: 1, Flurstück: 61/1             |              |           | 814038 DDB |
| Backhaus         | Backhaus                          | Obergasse 2 LageFlur: 1, Flurstück: 91/2             |              |           | 814040 DDB |
| Bild gesucht BW  |                                   | Obergasse 4 LageFlur: 1, Flurstück: 90/3             |              |           | 938681 DDB |

### Zeilbach
| Bild            | Bezeichnung                     | Lage                                                | Beschreibung | Bauzeit | Objekt-Nr. |
| --------------- | ------------------------------- | --------------------------------------------------- | ------------ | ------- | ---------- |
| Bild gesucht BW | Gesamtanlage II, Klein-Felda    | Lage                                                |              |         | 813482 DDB |
| Bild gesucht BW | Gesamtanlage I, Zeilbach        | Lage                                                |              |         | 813723 DDB |
| Bild gesucht BW |                                 | Bergstraße 2 LageFlur: 1, Flurstück: 31/1           |              |         | 938668 DDB |
| weitere Bilder  | Evangelische Kirche             | Erlenstraße 1 LageFlur: 1, Flurstück: 1             |              |         | 813370 DDB |
| Bild gesucht BW |                                 | Erlenstraße 10 LageFlur: 1, Flurstück: 104/2        |              |         | 938689 DDB |
| Bild gesucht BW |                                 | Erlenstraße 13 LageFlur: 1, Flurstück: 133/4        |              |         | 938690 DDB |
| Bild gesucht BW | Sachteil Fachwerkwand           | Erlenstraße 14 LageFlur: 1, Flurstück: 105          |              |         | 938691 DDB |
| Bild gesucht BW |                                 | Erlenstraße 17 LageFlur: 1, Flurstück: 143/3        |              |         | 813372 DDB |
| Backhaus        | Backhaus                        | Erlenstraße 19 LageFlur: 1, Flurstück: 141          |              |         | 813371 DDB |
| Bild gesucht BW | Pumpe                           | Gehocksäcker LageFlur: 2, Flurstück: 2, 3           |              |         | 938695 DDB |
| Bild gesucht BW | Ehemaliger Friedhof Klein–Felda | Grabenäcker LageFlur: 2, Flurstück: 48              |              |         | 938687 DDB |
| Bild gesucht BW | Ställchen                       | Ober-Ohmener-Straße LageFlur: 1, Flurstück: 39      |              |         | 938696 DDB |
|                 |                                 | Ober-Ohmener-Straße 2 LageFlur: 1, Flurstück: 2     |              |         | 813483 DDB |
| Bild gesucht BW | Backhaus und Waage              | Ober-Ohmener-Straße 6 LageFlur: 1, Flurstück: 19    |              |         | 813268 DDB |
| Bild gesucht BW |                                 | Ober-Ohmener-Straße 8 LageFlur: 1, Flurstück: 17/1  |              |         | 813374 DDB |
| Bild gesucht BW |                                 | Ober-Ohmener-Straße 9 LageFlur: 1, Flurstück: 41/3  |              |         | 938693 DDB |
| Bild gesucht BW |                                 | Ober-Ohmener-Straße 18 LageFlur: 1, Flurstück: 25/1 |              |         | 938694 DDB |